# Cosworth ED
Der Cosworth ED (auch: Ford ED) war ein von Cosworth konstruierter Achtzylinder-Saugmotor für die Formel 1, der zu Beginn der zweiten 3,0-Liter-Ära von 1995 bis 1997 zum Einsatz kam. Er war ein reiner Kundenmotor für kleinere Teams und löste in dieser Funktion den bis 1994 verwendeten HB ab, mit dem er technisch verwandt war. Er war bis zur Regeländerung 2006 Cosworths letzter Achtzylindermotor. Der ED war nicht konkurrenzfähig. Er erzielte in drei Jahren nur drei Weltmeisterschaftspunkte.

## Entstehungsgeschichte

### Dominierender Hersteller der 1970er-Jahre

Konstrukteur des ED: Cosworth

Der 1958 von Keith Duckworth und Mike Costin gegründete britische Motorenhersteller Cosworth war von 1967 an 17 Jahre lang mit dem 3,0 Liter großen Achtzylinder-Saugmotor DFV in der Formel-1-Weltmeisterschaft vertreten. Der von Ford finanzierte DFV war frei verfügbar und dominierte die Formel 1 der 1970er-Jahre. Cosworth verlor seine herrschende Stellung erst zu Beginn der 1980er-Jahre, als teure und leistungsstarke Turbomotoren die Weltmeisterschaften zu bestimmen begannen. Cosworth betrieb die Turbo-Formel-1 nur halbherzig und konnte mit dem erst 1986 fertiggestellten GBA nicht an alte Erfolge anknüpfen. Als die FIA für die Saison 1987 wieder Saugmotoren mit einem auf 3,5 Liter erhöhten Hubraum zuließ, stellte Cosworth innerhalb weniger Monate den DFZ auf die Beine, einen Achtzylinder-Saugmotor, der von dem mittlerweile 20 Jahre alten DFV abgeleitet war.

### Werks- und Kundenmotoren
Zu dieser Zeit begannen Ford und Cosworth mit einer Zweiteilung des Motorenprogramms. Benetton als Vorzugspartner stand jeweils exklusiv ein sogenannter Werksmotor zur Verfügung, der sich auf aktuellem Entwicklungsstand befand. Alle übrigen Teams erhielten lediglich Kundenmotoren, deren Entwicklungsstand und Leistungsniveau hinter den Werksmotoren zurückblieb. Vielfach wurden ältere Werks- zu Kundenmotoren, wenn Cosworth für den Exklusivpartner eine neue Ausbaustufe des Werksmotors fertiggestellt hatte.
Dieses Schema verfolgte Cosworth zunächst mit dem DFZ. Als Cosworth 1988 den DFZ zum DFR weiterentwickelt hatte, wurde der bisherige DFZ zum Kundenmotor. Parallel dazu konstruierte Cosworth 1988 den Cosworth HB, einen völlig neuen Saugmotor, der wieder als Achtzylinder ausgelegt war, aber keine Ähnlichkeiten mehr mit dem DFV hatte. Der HB ging als Werksmotor ab 1989 zunächst vorrangig an das Benetton-Team, während die übrigen Cosworth-Kunden bis 1991 mit dem veralteten DFR beliefert wurden. Erst ab 1992 betrieb Cosworth auch das Kundengeschäft regulär mit HB-Motoren; allerdings waren dies jeweils ältere Versionen als Benetton und hatten weniger Leistung als die Zehn- und Zwölfzylindermotoren von Renault (Williams) und Honda (McLaren). Je nach Quelle betrug das Leistungsdefizit 70 bis 100 PS.
1994 erschien der werksintern als Cosworth EC bezeichnete und in der Öffentlichkeit als Ford Zetec-R vermarktete Nachfolger des HB, der als Werksmotor wiederum exklusiv an Benetton ging. Bei ihm verwendete Cosworth erstmals teure Spezialmaterialien: Die Brennräume waren mit Keramik beschichtet, die Pleuel und Ventile bestanden aus Titan und die Kolben aus einer Magnesium-Kupfer-Nickel-Legierung. Mit dem EC gewann Michael Schumacher 1994 die Fahrerweltmeisterschaft. Als Kundenmotor diente in diesem Jahr weiterhin der HB, der inzwischen seine sechste Saison ging. Drei Kundenteams (Footwork, Minardi und Larrousse) fuhren mit ihm 1994 noch 16 Weltmeisterschaftspunkte ein, während Benetton mit dem neuen EC 103 Punkte erreichte.

### Neue Kundenmotoren für die 3,0-Liter-Formel
Ab 1995 waren sowohl der Werks-EC in seiner ursprünglichen Form als auch der Kunden-HB obsolet. Unter dem Eindruck der tödlichen Unfälle Roland Ratzenbergers und Ayrton Sennas beim Großen Preis von San Marino 1994 reduzierte FIA für die Saison 1995 das Hubraumlimit der Motoren auf 3,0 Liter. Im Frühsommer 1994 erwog Cosworth kurzzeitig, die Regeländerungen zum Anlass zu nehmen, aus der Formel 1 auszusteigen. Zusammen mit Ford fiel dann aber die Entscheidung für eine Fortsetzung des Programms. Der Werks-EC wurde zum ECA umkonstruiert, der 1995 exklusiv dem Sauber-Team zur Verfügung stand.
Als Kundenmotor kamen weder der EC noch der ECA in Betracht. Wegen seiner aufwendigen Konstruktion erforderte er eine Revision bereits nach 350 km, sodass ein Motor nicht einmal ein komplettes Rennwochenende überstand. Die finanzschwachen Teams, die auf Kundenmotoren angewiesen waren, konnten sich diesen Aufwand nicht leisten. Deshalb konstruierte Cosworth im Herbst 1994 einen neuen Kundenmotor, der die Bezeichnung ED erhielt und an die Stelle des HB trat. Der Cosworth ED wurde auf der Birmingham Motor Show im Januar 1995 vorgestellt. Von 1995 bis 1997 entstanden fünf Versionen, die in dieser Zeit von fünf Teams eingesetzt wurden. Insgesamt erzielten sie mit ihm nur drei Weltmeisterschaftspunkte. Der ED war der am weitesten verbreitete, aber nicht der einzige Cosworth-Kundenmotor. 1996 und 1997 gingen einzelne ECA-Blöcke an die Teams Forti und Mastercard Lola, die sich mit ihnen von den herkömmlichen ED-Kunden absetzen wollten. Beide Teams scheiterten allerdings jeweils vor Saisonende.
Mit Ablauf der Saison 1997 gab Cosworth auch bei seinen Kunden das Achtzylinderkonzept auf, nachdem ab 1996 bereits die Werksmotoren auf Zehn Zylinder umgestellt worden waren. Ab 1998 ersetzten ältere Versionen der Cosworth-Zehnzylinder den alten ED in der Rolle des Kundenmotors.

## Technik

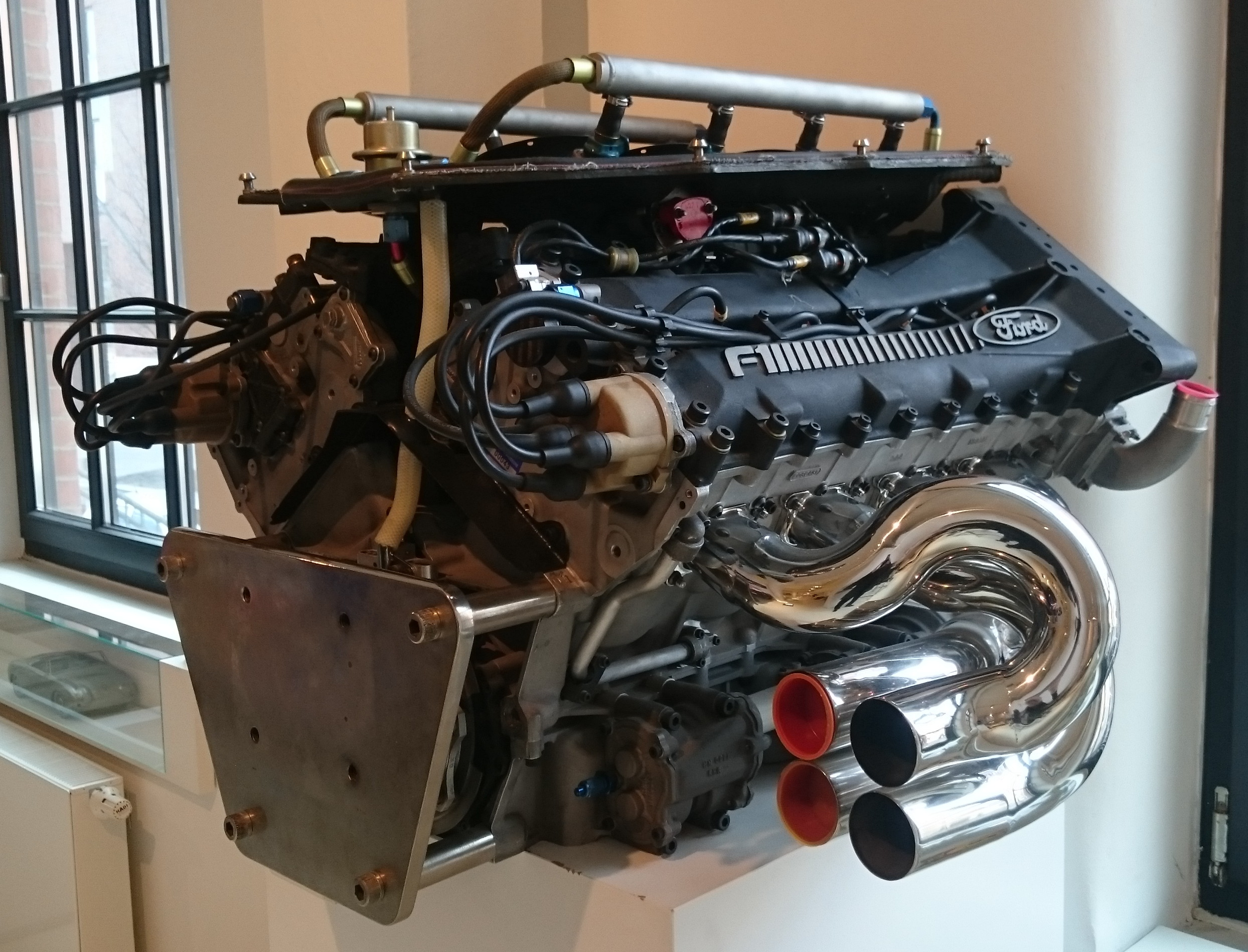
Technische Basis des Cosworth ED: Der Cosworth HB von 1989

Die Entwicklung des ED leitete der Cosworth-Ingenieur Stewart Banks. Während Cosworth den Werksmotor EC (bzw. ECA) von Grund auf neu konstruiert hatte, war der ED eine bloße Weiterentwicklung des alten Kundenmotors HB.

### Einzelheiten
Der Hubraum des ED betrug 2995 cm³. Genaue Angaben zu Bohrung und Hub machte Cosworth nicht. Der ED war ein Achtzylinder-V-Motor mit einem Zylinderbankwinkel von 75 Grad. Jede Zylinderreihe hatte zwei obenliegende Nockenwellen. Für jeden Zylinder gab es zwei Ein- und zwei Auslassventile, deren Rückstellung pneumatisch erfolgte. Mit 595 mm war der ED genauso lang wie der HB, aber 15 mm kürzer als der EC, der eine vergleichsweise große Bohrung hatte und damit länger baute. Die Bauhöhe des ED (542 mm) übertraf die des kompakten EC um 27 mm und die des HB um 20 mm. Obwohl Cosworth auch beim ED teure Materialien wie Titan, Magnesium und Kunststoffe verwendete, lag sein Gewicht 500 Gramm über dem des EC. Die Elektronik stammte regulär von Cosworth. Anderes galt nur für die für Minardi bestimmten Motoren: Sie erhielten eine Steuerelektronik von Magneti Marelli. Minardis Motoren wurden deshalb werksintern auch als EDM bezeichnet. Die Leistungsausbeute der ED war gering. Anfänglich gaben sie zwischen 580 und 590 PS ab. Damit waren sie die schwächsten Motoren des Starterfeldes. Das blieben sie bis Ende 1997, auch wenn die Leistung in den nächsten Jahren schrittweise anstieg.

### Entwicklungsstufen
Von 1995 bis 1997 entstanden fünf Versionen des Cosworth ED:

#### ED1 (1995)
Die rückwirkend als ED1 bezeichnete Basisversion war während der gesamten Saison 1995 bei allen Kundenteams (Forti, Minardi, Pacific und Simtek) im Einsatz. Im Laufe dieses Jahres brachte Cosworth keine Weiterentwicklungen.

#### ED2 (1996)
Zu Beginn der Saison 1996 erschien die erste Ausbaustufe des ED. Der werksintern als ED2 bezeichnete Motor leistete 15 PS mehr als die Basisversion von 1995. Gleichwohl war er in dieser Saison das schwächste Triebwerk. Der nächststärkere Motor, der bei Arrows eingesetzte 830 von Hart, kam auf 620 PS, Tyrrells OX11A-V10 von Yamaha erreichte ebenso wie der bei Sauber eingesetzte neue Cosworth-Zehnzylindermotor 650 PS. Alle anderen Formel-1-Motoren leisteten mittlerweile mehr als 700 PS, der RS8 von Renault sogar 750 PS. Der ED2 fuhr nur bei Minardi.

#### ED3 (1996)
Die nochmals weiterentwickelte Version ED3 erschien beim Großen Preis von Spanien 1996. Wesentlicher Unterschied zum ED2 war ein auf 14.500 Umdrehungen pro Minute angehobenes Drehzahllimit. Der ED3 wurde ausschließlich von Minardi eingesetzt.

#### ED4 (1997)
Der ED4 war die Basisversion des Cosworth-Kundenmotors für die Saison 1997. Nach Werksangaben sollte er eine Leistungssteigerung von 8 Prozent gegenüber dem ED3 erreichen. Minardi hatte den ED4 bereits Anfang Oktober 1996 getestet, ihn aber in der Saison 1996 nicht bei Rennen eingesetzt. Der ED4 wurde nur von Tyrrell gefahren.

#### ED5 (1997)
Die letzte Version der ED-Reihe war der ED5, der beim Großen Preis von Spanien 1997 erschien. Mit ihm kamen wesentliche Modifikationen. Zwar war der Motorblock unverändert geblieben, der Zylinderkopf, alle beweglichen Teile und auch die Nebenaggregate waren aber neu. Der Motor war nach Werksangaben 20 kg leichter als der ED4, hatte eine um 20 PS höhere Leistung und erreichte nun 15.000 Umdrehungen pro Minute. Diese Version erschien nur bei Tyrrell.

## Renneinsätze

### 1995: Forti Corse

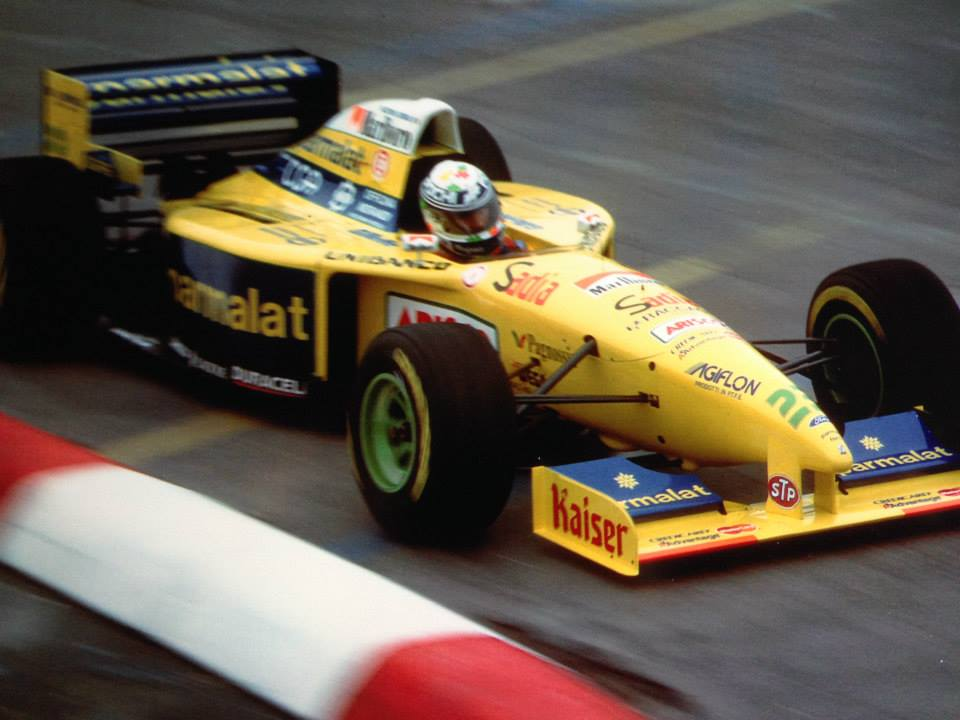
Forti FG01 mit ED2-Motor (1995)

Das Team Forti Corse aus Alessandria debütierte, nachdem es viele Jahre in der Formel 3000 erfolgreich gewesen war, 1995 in der Formel 1. Das Formel-1-Engagement fußte wesentlich auf den Zahlungen der von Pedro Diniz vermittelten brasilianischen Sponsoren. Das Team trat 1995 mit dem ED1-Kundenmotor und dem Chassis FG01 an, das auf den Fondmetal GR02 von 1992 zurückging und 60 kg über dem zulässigen Mindestgewicht lag. In den ersten Rennen des Jahres gingen die Forti-Piloten regelmäßig aus der letzten Startreihe ins Rennen; erst im Laufe des Sommers, als das finanziell angeschlagene Pacific-Team unerfahrene Paydriver ins Cockpit ließ, konnten sich Diniz und sein Teamkollege Roberto Moreno gelegentlich für die vorletzte Reihe qualifizieren. Diniz kam im Laufe der Saison zehn-, Moreno achtmal ins Ziel. Das beste Ergebnis des Teams war Diniz’ siebter Platz beim letzten Rennen des Jahres in Australien. Allerdings waren die Forti in den Rennen außerordentlich langsam. Die Forti-Fahrer wurden jeweils mehrfach überrundet; meist betrug ihr Rückstand auf den Sieger fünf oder sechs Runden, in Argentinien sogar neun. Die geringen Geschwindigkeiten waren einerseits dem nicht konkurrenzfähigen Paket aus Auto und Motor geschuldet; andererseits legte Teamchef Guido Forti in der ersten Saison den Schwerpunkt auf die Zuverlässigkeit, um durch möglichst viele Rennrunden Erfahrung zu sammeln. Forti geriet damit in die Kritik. Die FIA führte mit ausdrücklichem Hinweis auf Forti Corse zu Saisonbeginn 1996 die 107-Prozent-Regel ein, um in der Qualifikation zu langsame Autos bzw. Fahrer von der Rennteilnahme auszuschließen. 1996 wechselte Forti zu ECA-Kundenmotoren, die allerdings kaum leistungsstärker waren als die ED-Motoren. Das Team musste im Sommer 1996 wegen finanzieller Schwierigkeiten den Rennbetrieb einstellen.

### 1995: Pacific

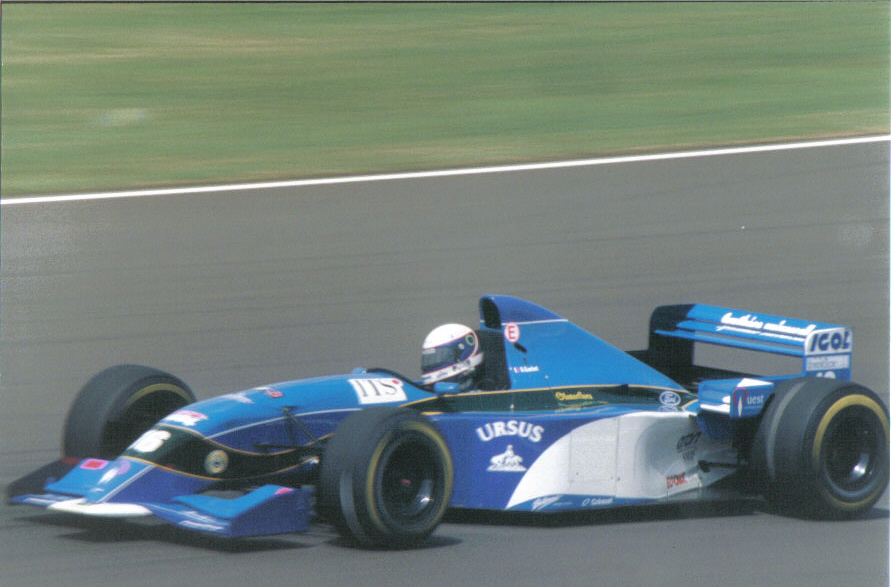
Pacific PR02 mit ED1-Motor (1995)

Das britische Team Pacific hatte ebenso wie Forti Corse seine Wurzeln in der Formel 3000. 1994 debütierte Pacific mit einem drei Jahre alten Reynard-Chassis und einem Zehnzylindermotor von Ilmor, der sich auf dem Entwicklungsstand von 1992 befand und bei Mader gewartet wurde, in der Formel 1. Pacific war in diesem Jahr das schwächste Team. Es erreichte keine Zielankunft. Beide Fahrer scheiterten ab dem Großen Preis von Frankreich bis zum Saisonende bei jedem Rennen an der Qualifikation. Für 1995 stellte Pacific auf Cosworth-ED1-Kundenmotoren um. Das Chassis PR02 war eine Neukonstruktion von Frank Coppuck. Dem Auto wurden erhebliche aerodynamische Probleme nachgesagt, die das Team nicht beheben konnte, weil das Geld für Testfahrten fehlte. Pacific begann die Saison mit den Fahrern Andrea Montermini und Bertrand Gachot. Als im Laufe des Jahres die Finanzlage schwierig wurde, übernahmen die Paydriver Giovanni Lavaggi und Jean-Denis Delétraz für einzelne Rennen das Cockpit von Gachot, der Mitinhaber des Teams war. Pacifics zweite Saison verlief wiederum erfolglos: Es gab 16 Defekte, acht Unfälle, eine Aufgabe und eine Disqualifikation. Einmal konnte Gachot wegen Getriebeproblemen nicht starten, und einmal wurde man aufgrund des großen Rückstands nicht gewertet. Ob allerdings alle Ausfälle tatsächlich technisch bedingt waren, ist zweifelhaft. Andrea Montermini erklärte später, dass seine Aufgaben vielfach an finanziellen Nöten des Teams gelegen hätten: Da Pacific kein Geld für regelmäßige Motorrevisionen gehabt habe, sei er angewiesen worden, in den Rennen nur einige Runden zu drehen und dann aufzugeben, um so die Laufzeit der Motoren zu strecken. Am Saisonende hatte das Team wie schon im Vorjahr keinen Punkt in der Konstrukteursmeisterschaft erzielt. Für 1996 bemühte sich Pacific bei John Judd um Yamaha-Kundenmotoren. Dazu kam es allerdings nicht, weil das Team nicht das Budget für eine weitere Formel-1-Saison aufstellen konnte und 1996 stattdessen in die Formel-3000-Meisterschaft zurückkehrte.

### 1995: Simtek

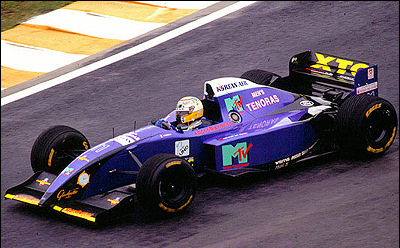
Simtek S951 mit ED1-Motor (1995)

Das britische Konstruktionsbüro Simtek, das seit 1991 in Auftragsarbeit Formel-1-Autos für BMW, Andrea Moda und Bravo entwickelt hatte, debütierte 1994 zusammen mit Pacific in der Formel 1. Beim dritten Rennen des Teams in Imola war Roland Ratzenberger in einem Simtek S941 tödlich verunglückt. Im weiteren Verlauf der Saison 1994 gelang es dem Team mit wechselnden Fahrern, den Konkurrenten Pacific zu kontrollieren. Weltmeisterschaftspunkte erreichte Simtek allerdings nicht. 1995 stellte Simtek von Cosworth-HB- auf ED1-Motoren um, die im S951 eingesetzt wurden, einer Weiterentwicklung des letztjährigen Chassis. Die Hinterachse und das Getriebe waren von Benetton zugekauft; sie entsprachen den Konstruktionen des letztjährigen Benetton B194. Der Simtek galt zu Beginn der Saison 1995 als das konkurrenzfähigste Auto mit einem ED-Kundenmotor, das auch dem Minardi M195 überlegen war. Fahrer Jos Verstappen, der zugleich Benettons Testpilot war, konnte sich regelmäßig für die mittleren Startplätze qualifizieren und während der Rennphasen trotz zahlreicher Ausfälle mit dem Mittelfeld konkurrieren. Beim Großen Preis von Monaco kündigte Teamchef Nick Wirth die drohende Zahlungsunfähigkeit des Rennstalls an. Weil sich keine weiteren Geldgeber fanden, ließ das Team das anschließende Rennen in Kanada aus und meldete Insolvenz an.

### 1995 und 1996: Minardi

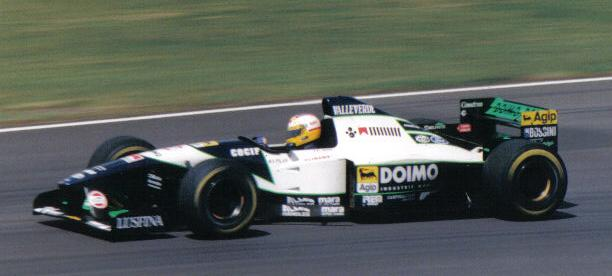
Minardi M195 mit ED1-Motor

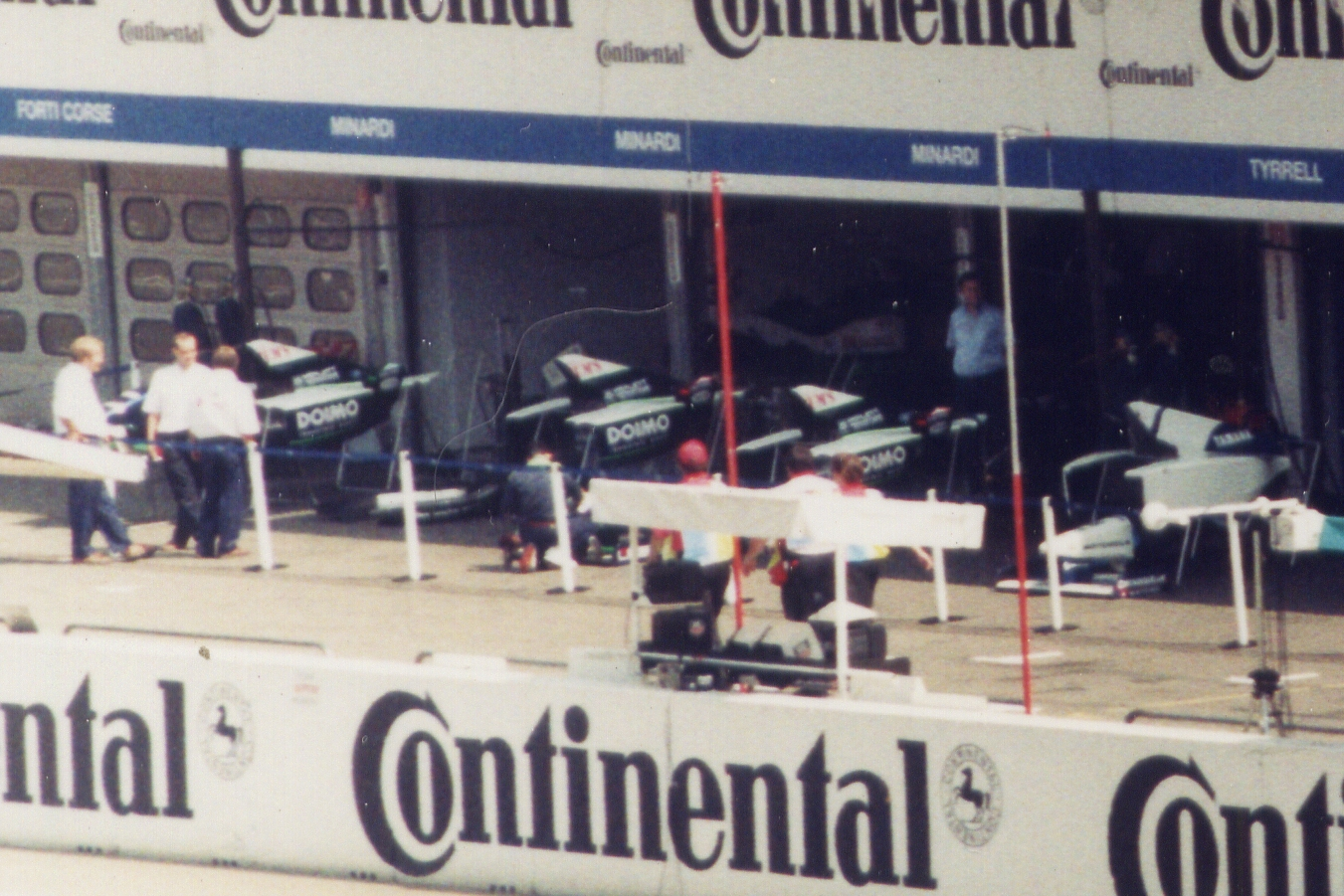
Minardi-Box beim Großen Preis von Deutschland 1996

Das italienische Team Minardi hatte 1993 und 1994 Cosworth-HB-Kundenmotoren eingesetzt. 1993 waren die Motoren von Tom Walkinshaw Racing gekommen, 1994 dagegen direkt von Cosworth. Für die Saison 1995 hatte Minardi einen Vertrag mit Mugen über Zehnzylindermotoren geschlossen, der allerdings nicht umgesetzt wurde. Tom Walkinshaw, inzwischen Inhaber der Équipe Ligier, überzeugte Mugen davon, die Motoren nicht an Minardi, sondern an Ligier zu liefern, sodass Minardi im Winter 1994/1995 kurzfristig auf Cosworth-ED-Motoren umstellen musste. Minardi erhob Klage wegen Vertragsbruchs, zog sie letztlich aber zurück, nachdem Walkinshaw seinerseits wegen unbezahlter Rechnungen aus dem Jahr 1993 gegen Minardi vorgegangen war und beim Großen Preis von Frankreich 1995 Minardis Rennwagen hatte beschlagnahmen lassen. Im Rahmen einer außergerichtlichen Einigung erhielt Minardi von Mugen eine Entschädigung in Höhe von 3,5 Mio US-$, die nicht einmal die Leasingkosten für die ED-Motoren der Saison 1995 abdeckte.
1995 war Minardi über das Jahr gesehen das beste ED-Kundenteam, hatte aber gegenüber den Mittelfeldteams wie Tyrrell-Yamaha und Arrows-Hart das Nachsehen. Pierluigi Martini, der hier seine letzten Formel-1-Rennen bestritt, kam im Minardi M195 zweimal als Siebter ins Ziel, sein Nachfolger Pedro Lamy erzielte in Australien Minardis einzigen Weltmeisterschaftspunkt. Luca Badoer, der zweite Fahrer, erreichte zwei Zielankünfte auf dem achten Rang als beste Ergebnisse. In den übrigen Rennen gab es eine Reihe von technisch bedingten Ausfällen. Minardi beendete die Konstrukteursmeisterschaft als Zehnter hinter Tyrrell und Arrows, die jeweils fünf Punkte erzielten.
Nachdem sich Giancarlo Minardis Hoffnungen auf einen Kundenmotor von Ferrari zerschlagen hatten, trat sein Team 1996 erneut mit ED-Motoren an. Minardi war in diesem Jahr das einzige ED-Kundenteam. Der Konkurrent Forti nutzte stattdessen die teureren und renommierteren, tatsächlich aber nicht stärkeren „Zetec-R“-Motoren der Baureihe ECA. Zu Saisonbeginn erhielt Minardi den ED2; die weiterentwickelte Version ED3 erschien im Frühjahr. Im Herbst testete Minardi schließlich den ED4, der auch im Training zum Großen Preis von Australien zum Einsatz kam, im Rennen allerdings nicht verwendet wurde. Einsatzauto war der M195B, eine leicht überarbeitete Version des Vorjahresautos. Minardis Stammfahrer Pedro Lamy fiel bei acht von 16 Rennen aus; sein bestes Ergebnis war der neunte Platz in Imola. Das zweite Auto fuhren wechselweise die Debütanten Giancarlo Fisichella und Tarso Marques sowie Giovanni Lavaggi, der sich wie schon im Vorjahr bei Pacific in das Team einkaufte und mit seinen Zahlungen den Rennstall am Leben hielt. 1996 erzielte Minardi keine Weltmeisterschaftspunkte. Das Team belegte Rang 10 der Konstrukteurswertung. Die direkten Konkurrenten Arrows und Tyrrell lagen mit einem bzw. fünf Punkten vor Minardi. Für die Saison 1997 wechselte das Team zu Achtzylindermotoren von Hart.

### 1997: Tyrrell

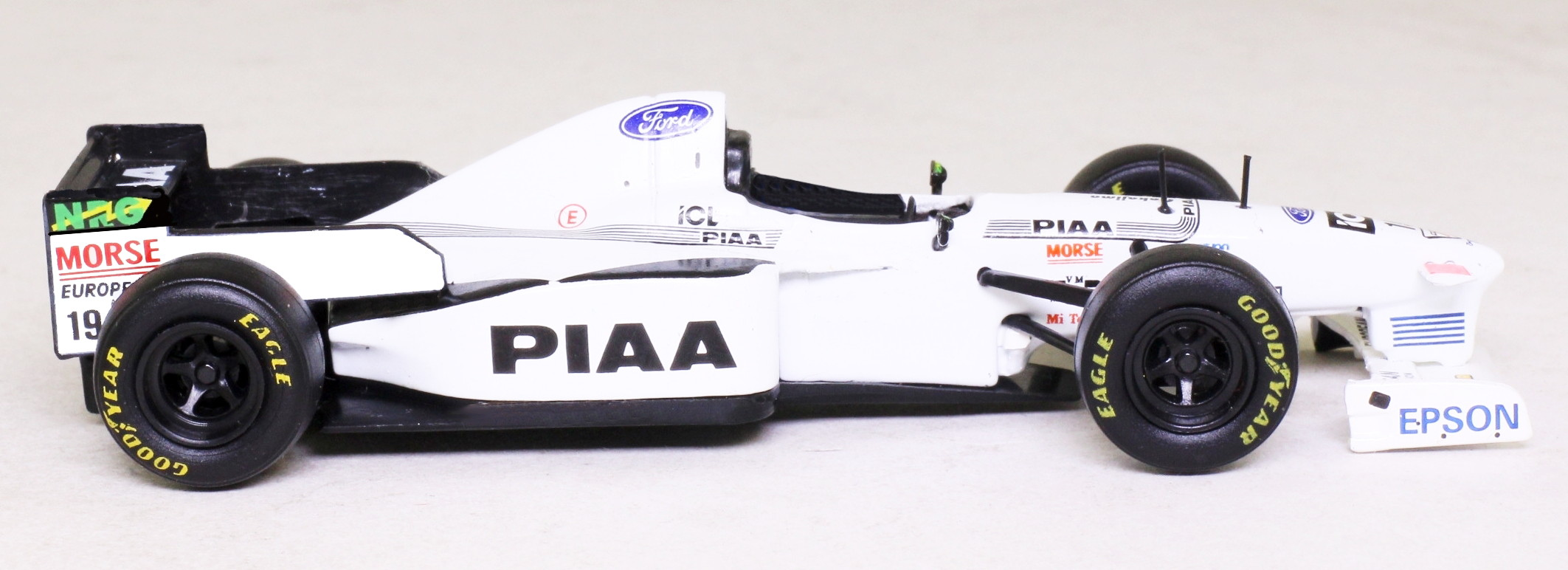
Tyrrell 025

1997 war der britische Traditionsrennstall Tyrrell 1997 das einzige Team, das ED-Kundenmotoren einsetzte. Die Wiederbelebung der 1990 beendeten Verbindung zu Cosworth war nötig geworden, weil Tyrrells bisheriger Motorenpartner Yamaha für 1997 eine exklusive Verbindung mit Arrows eingegangen war. Zwar bemühte sich Tyrrell um Kundenversionen von Cosworths Zehnzylindermotoren, die als Werksmotoren in diesem Jahr bei dem neu gegründeten Team Stewart Grand Prix liefen; dessen Inhaber Jackie Stewart, der von 1969 bis 1973 dreimal mit Tyrrell Fahrerweltmeister geworden war, lehnte eine Weitergabe der Zehnzylinder allerdings ab. Zu Saisonbeginn erhielt Tyrrell die Version ED4, die schwerer und schwächer war als der letztjährige Yamaha-Motor, ab dem Großen Preis von Spanien erschien dann die leichtere und etwas stärkere ED5-Version. Für Tyrrell bedeutete die Umstellung auf ED-Motoren neben dem sportlichen Rückschlag auch eine finanzielle Belastung, denn während Yamaha die Motoren bis 1996 kostenlos geliefert hatte, musste Tyrrell für Cosworths Achtzylinder 1997 etwa 5,5 Mio US-$ zahlen. Tyrrell setzte in diesem Jahr den von Harvey Postlethwaite konstruierten 025 ein, der auf dem Vorgänger 024 basierte und sich in mechanischer Hinsicht auf Änderungen beschränkte, die durch die Installation des größeren und schwereren Motors notwendig wurden. Das Team versuchte, die Schwächen des Chassis und des Motors durch aerodynamische Innovationen zu kompensieren. Auffälligstes Merkmal waren die X-Wings oder X-Towers genannten Luftleitbleche, die auf der Höhe des Cockpits auf den Seitenkästen angebracht waren und auf Streben standen. Sie erschienen bei den meisten Rennen und wurden im Laufe des Jahres von nahezu allen Teams kopiert. 1997 verlief weitgehend erfolglos für Tyrrell. Zwar gelang es den Piloten Mika Salo und Jos Verstappen wenigstens bei einigen Rennen zu Saisonbeginn, die neuen Autos des Stewart-Teams in der Qualifikation hinter sich zu lassen (so etwa in Australien und in Spanien); insgesamt aber ging es für Tyrrell nur darum, vor den Minardi zu bleiben. Weltmeisterschaftspunkte gab es nur unter den besonderen Umständen des verregneten Großen Preises von Monaco, den Salo (zum ersten Mal seit Wiedereinführung der Tankstopps 1994) ohne nachzutanken beendete und durch den Zeitvorteil auf Platz fünf ins Ziel kam. Am Saisonende belegte Tyrrell mit zwei Punkten Platz 10 der Konstrukteurswertung vor Minardi und Lola. 1998 trat das Team mit Kundenversionen von Cosworths Zehnzylindermotor an.

## Statistik
| Saison                  | Team          | Chassis | Motor | Nr.              | Fahrer | 1   | 2   | 3   | 4   | 5   | 6   | 7   | 8   | 9   | 10  | 11  | 12  | 13  | 14  | 15  | 16  | 17 | Punkte | Rang |
| ----------------------- | ------------- | ------- | ----- | ---------------- | ------ | --- | --- | --- | --- | --- | --- | --- | --- | --- | --- | --- | --- | --- | --- | --- | --- | -- | ------ | ---- |
| 1995                    |               |         |       |                  |        |     |     |     |     |     |     |     |     |     |     |     |     |     |     |     |     |    |        |      |
| Minardi Scuderia Italia | Minardi M195  | ED1     | 23    | P. Martini       | DNF    | DNF | 12  | 14  | 7   | DNF | DNF | 7   | DNF |     |     |     |     |     |     |     |     | 1  | 10     |      |
| Minardi Scuderia Italia | Minardi M195  | ED1     | 23    | P. Lamy          |        |     |     |     |     |     |     |     |     | 9   | 10  | DNF | DNF | 9   | 13  | 11  | 6   | 1  | 10     |      |
| Minardi Scuderia Italia | Minardi M195  | ED1     | 24    | L. Badoer        | DNF    | DNF | 14  | DNF | DNF | 8   | 13  | 10  | DNF | 8   | DNF | DNF | 14  | 11  | 15  | 9   | DNS | 1  | 10     |      |
| Parmalat Forti Corse    | Forti FG01    | ED1     | 21    | P. Diniz         | 10     | DNF | 15  | DNF | 10  | DNF | DNF | DNF | DNF | DNF | 13  | 9   | 16  | 13  | 17  | DNF | 7   | 0  | −      |      |
| Parmalat Forti Corse    | Forti FG01    | ED1     | 22    | R. Moreno        | DNF    | DNF | 16  | DNF | DNF | DNF | 16  | DNF | DNF | DNF | 14  | DNF | 17  | DNF | 16  | DNF | DNF | 0  | −      |      |
| Pacific Racing          | Pacific PR02  | ED1     | 16    | B. Gachot        | DNF    | DNF | DNF | DNF | DNF | DNF | DNF | 12  |     |     |     |     |     |     | DNF | DNF | 8   | 0  | −      |      |
| Pacific Racing          | Pacific PR02  | ED1     | 16    | G. Lavaggi       |        |     |     |     |     |     |     |     | DNF | DNF | DNF | DNF |     |     |     |     |     | 0  | −      |      |
| Pacific Racing          | Pacific PR02  | ED1     | 16    | J.-D. Delétraz   |        |     |     |     |     |     |     |     |     |     |     |     | DNF | NC  |     |     |     | 0  | −      |      |
| Pacific Racing          | Pacific PR02  | ED1     | 17    | A. Montermini    | 9      | DNF | DNF | DNS | DSQ | DNF | NC  | DNF | 8   | 12  | DNF | DNF | DNF | DNF | DNF | DNF | DNF | 0  | −      |      |
| MTV Simtek              | Simtek S951   | ED1     | 11    | D. Schiattarella | DNF    | 9   | DNF | 15  | DNF |     |     |     |     |     |     |     |     |     |     |     |     | 0  | −      |      |
| MTV Simtek              | Simtek S951   | ED1     | 12    | J. Verstappen    | DNF    | DNF | DNF | 12  | DNF |     |     |     |     |     |     |     |     |     |     |     |     | 0  | −      |      |
| 1996                    |               |         |       |                  |        |     |     |     |     |     |     |     |     |     |     |     |     |     |     |     |     |    |        |      |
| Minardi Scuderia Italia | Minardi M195B | ED2 ED3 | 20    | P. Lamy          | DNF    | 10  | DNF | 12  | 9   | DNF | DNF | DNF | 12  | DNF | 12  | DNF | 10  | DNF | 16  | 12  |     | 0  | −      |      |
| Minardi Scuderia Italia | Minardi M195B | ED2 ED3 | 21    | G. Fisichella    | DNF    |     |     | 13  | DNF | DNF | DNF | 8   | DNF | 11  |     |     |     |     |     |     |     | 0  | −      |      |
| Minardi Scuderia Italia | Minardi M195B | ED2 ED3 | 21    | T. Marques       |        | DNF | DNF |     |     |     |     |     |     |     |     |     |     |     |     |     |     | 0  | −      |      |
| Minardi Scuderia Italia | Minardi M195B | ED2 ED3 | 21    | G. Lavaggi       |        |     |     |     |     |     |     |     |     |     | DNQ | 10  | DNQ | DNF | 15  | DNQ |     | 0  | −      |      |
| 1997                    |               |         |       |                  |        |     |     |     |     |     |     |     |     |     |     |     |     |     |     |     |     |    |        |      |
| PIAA Tyrrell            | Tyrrell 025   | ED4 ED5 | 18    | J. Verstappen    | DNF    | 15  | DNF | 10  | 8   | 11  | DNF | DNF | DNF | 10  | DNF | DNF | DNF | 12  | DNF | 13  | 16  | 2  | 10     |      |
| PIAA Tyrrell            | Tyrrell 025   | ED4 ED5 | 19    | M. Salo          | DNF    | 13  | 8   | 9   | 5   | DNF | DNF | DNF | DNF | DNF | 13  | 11  | DNF | DNF | 10  | DNF | 12  | 2  | 10     |      |